# Pasikî, Radîvîliv
Pasikî (în ucraineană Пасіки) este un sat în comuna Berezînî din raionul Radîvîliv, regiunea Rivne, Ucraina.

## Demografie
Componența lingvistică a localității Pasikî
     Ucraineană (99,48%)
     Alte limbi (0,52%)
Conform recensământului din 2001, majoritatea populației localității Pasikî era vorbitoare de ucraineană (99,48%), existând în minoritate și vorbitori de alte limbi.